# らくご卓球クラブ
らくご卓球クラブ（らくごたっきゅうクラブ）は、落語家を中心に業種・所属の垣根を越えて多くの人が参加する、同人卓球クラブ。

## 概要
1986年、日本テレビ『笑点』に出演し中学時代卓球部に属していた落語家・林家こん平が監督（発起人）、共演者で高校・大学で選手として活躍していた三遊亭小遊三がコーチとなり結成されたのが始まり。その後メンバーを徐々に増やし、仕事の繋がりから落語家以外の職業人も加わるようになり、現在ではお笑い、放送作家、俳優などあらゆるジャンルから参加。部員数は総勢100人を突破している。こん平が笑点の大喜利メンバー時代は、時折挨拶でクラブの近況報告を行うことがあった。
こん平が多発性硬化症に倒れると小遊三が代わりに責任者の役割を担うようになる。2007年6月4日には結成20周年パーティーが行われ、こん平が3年ぶりに公の場に出席し元気な姿を見せた。以後こん平は病気進行の抑止と身体機能維持のため体調が許す限り積極的に参加していた。
主な活動の場として、卓球用品総合メーカーのタマスが本社に併設する「バタフライ卓球道場」を使用している。

## 主なメンバー
- 林家こん平
監督（発起人）。日本卓球協会から名誉5段認定を受ける。
- 三遊亭小遊三
ヘッドコーチ。第12回世界ベテラン卓球選手権で50代男子の部ダブルスでベスト16入りした。こん平ともども日本卓球協会から名誉5段認定を受ける。
- 山田隆夫
2002年、テレビ東京「解決!クスリになるテレビ」で卓球ダイエット（放送は翌年）。日本卓球協会から名誉2段認定を受ける。
- 林家うん平
- 三遊亭吉窓
- 桂扇生
- 桂雀々
- パックン（パックンマックン）
- 福原愛（子供の頃から練習に参加している）
- 福澤朗
元日テレアナウンサーで、『笑点』の後続番組『真相報道 バンキシャ!』MC。中学・高校時代卓球をやっており、2010年ごろに加入。一方で「純福会」という別の団体を率いている。
- でんでん
- 青空球一
青空球児・好児の弟子。現在はフリーランスの司会者であり、また公式プロフィールで「日本で唯一の卓球・バドミントン専門アナウンサー」を名乗る。「BLESS」代表。
- ホワイト☆ハル